# Salvador de Briteiros
Salvador de Briteiros ist ein Ort und eine ehemalige Gemeinde (Freguesia) im Norden Portugals.

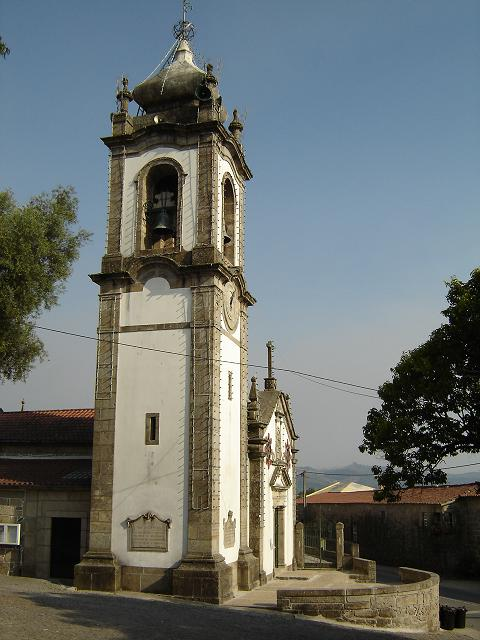
Kirche Salvador von Briteiros

Salvador de Briteiros gehört zum Kreis Guimarães im Distrikt Braga. Die Gemeinde hatte eine Fläche von 4,3 km² und 979 Einwohner (Stand 30. Juni 2011).
Am 29. September 2013 wurden die Gemeinden Briteiros (Santo Estêvão) und Donim zur neuen Gemeinde União das Freguesias de Briteiros Santo Estêvão e Donim zusammengeschlossen.

## Bauwerke
- Citânia de Briteiros Ruinenstadt der Keltiberer